# Sebastián Saja
Diego Sebastián Saja (Brandsen, 5 giugno 1979) è un allenatore di calcio ed ex calciatore argentino di ruolo portiere, direttore sportivo del Racing Club.

## Carriera

### Club
Passò la sua adolescenza nelle giovanili del San Lorenzo e fu portiere della Nazionale Under-20. Debuttò nella prima squadra del Ciclón nel Torneo Apertura 2000 contro il Vélez, quando il portiere titolare Gustavo Campagnuolo fece un fallo fuori della propria area, facendosi espellere, e Saja, con il numero 23, prese il suo posto sostituendo un compagno. Nel 2007, dopo alcune brevi esperienze tra Europa (anche al Brescia, nella stagione 2003-2004), Messico e un ritorno al San Lorenzo si è trasferito al Grêmio, squadra brasiliana in cui ha disputato 59 partite segnando un gol. Nel 2008 passa all'AEK Atene e dopo tre anni in Grecia il 1º luglio 2011 decide di rescindere il contratto con la società e svincolarsi.
Dopo aver deciso di rescindere il contratto con l'AEK Atene, il 5 luglio 2011 firma un contratto con il Racing Avellaneda, con cui vince il Torneo de Transición 2014.
Saja era specializzato nel battere i rigori.

### Nazionale
Dopo avere militato nella selezione Under-20 argentina, ha disputato quattro presenze con la Nazionale Argentina.

## Statistiche

### Cronologia presenze e punti in nazionale
| Cronologia completa delle presenze e delle reti in nazionale ― Argentina | Cronologia completa delle presenze e delle reti in nazionale ― Argentina | Cronologia completa delle presenze e delle reti in nazionale ― Argentina | Cronologia completa delle presenze e delle reti in nazionale ― Argentina | Cronologia completa delle presenze e delle reti in nazionale ― Argentina | Cronologia completa delle presenze e delle reti in nazionale ― Argentina | Cronologia completa delle presenze e delle reti in nazionale ― Argentina | Cronologia completa delle presenze e delle reti in nazionale ― Argentina |
| Data                                                                     | Città                                                                    | In casa                                                                  | Risultato                                                                | Ospiti                                                                   | Competizione                                                             | Reti                                                                     | Note                                                                     |
| ------------------------------------------------------------------------ | ------------------------------------------------------------------------ | ------------------------------------------------------------------------ | ------------------------------------------------------------------------ | ------------------------------------------------------------------------ | ------------------------------------------------------------------------ | ------------------------------------------------------------------------ | ------------------------------------------------------------------------ |
| 13-2-2002                                                                | Cardiff                                                                  | Galles                                                                   | 1 – 1                                                                    | Argentina                                                                | Amichevole                                                               | -1                                                                       |                                                                          |
| 31-1-2003                                                                | San Pedro Sula                                                           | Honduras                                                                 | 1 – 3                                                                    | Argentina                                                                | Amichevole                                                               | -1                                                                       |                                                                          |
| 4-2-2003                                                                 | Los Angeles                                                              | Argentina                                                                | 1 – 0                                                                    | Messico                                                                  | Amichevole                                                               | -                                                                        |                                                                          |
| 8-2-2003                                                                 | Miami                                                                    | Stati Uniti                                                              | 0 – 1                                                                    | Argentina                                                                | Amichevole                                                               | -                                                                        |                                                                          |
| Totale                                                                   |                                                                          | Presenze                                                                 | 4                                                                        |                                                                          | Reti                                                                     | -2                                                                       |                                                                          |

## Palmarès

### Club

#### Competizioni Statali
- Campionato Gaúcho: 1

Grêmio: 2007

#### Competizioni Nazionali
- Campionato argentino: 2

San Lorenzo: Clausura 2001
Racing: Torneo de Transición 2014
- Coppa di Grecia: 1

AEK Atene: 2010-2011

#### Competizioni Internazionali
- Copa Mercosur: 1

San Lorenzo: 2001
- Copa Sudamericana: 1

San Lorenzo: 2002

### Individuale
- Equipo Ideal de América: 1

2002